# Isla Grande de Tierra del Fuego
Isla Grande de Tierra del Fuego, nekdaj tudi Isla de Xativa, je otok v bližini južne konice Južne Amerike, od katere je ločen z Magellanovim prelivom. Zahodni del (61,4 % otoka, 29.484,7 km²) pripada Čilu (provinci Tierra del Fuego in Antártica Chilena), vzhodni del (38,6 %, 18.507,3 km²) pa Argentini (pokrajina Tierra del Fuego). Predstavlja glavno kopno površino v razširjeni skupini otokov ali arhipelagu, znanem tudi pod imenom Tierra del Fuego ali Ognjena zemlja.
Otok ima površino 47.992 km² in je največji otok v Južni Ameriki ter 29. največji otok na svetu. Največji mesti sta Ushuaia in Río Grande v Argentini. Druga mesta so Tolhuin, Porvenir, Camerón in Cerro Sombrero. Argentinska stran, provinca Tierra del Fuego, ima 127.205 prebivalcev (2010), medtem ko ima čilska stran, čeprav je njeno območje precej večje, le 6.656 (2012), skoraj vse v provinci Tierra del Fuego.
Najvišja točka je Monte Darwin (2488 m) v Čilu. Na severnih delih otoka so nahajališča nafte, Cerro Sombrero v Čilu je glavni center za pridobivanje na otoku.
Leta 1949 je otok v čilskem delu, v bližini argentinske meje, stresel potres magnitude 7,8 Mw in je bil najmočnejši kdaj koli zabeležen na jugu Argentine.

## Zgodovina
Najstarejše naselje je izpred več kot 10.000 let, ko so ljudje prišli iz celine. Ljudstvo Jagan je bilo med najbolj znanimi. Nekatera arheološka najdišča na lokacijah, kot je na primer otok Navarino so prinesla artefakte in dokaze o kulturi iz megalitske dobe.
Ime Tierra del Fuego izhaja od portugalskega raziskovalca Ferdinanda Magellana, ki je bil prvi Evropejec, ki je obiskal ta ozemlja leta 1520, na poti na Filipine iz Španije. Iz morja je videl veliko ognjev (fuego v španščini) in mislil da so jih prižgali 'Indijanci' v gozdovih, kjer so čakali v zasedi na njegovo posadko. To so bili ognji, ki so jih prižgali Indijanci Jamani, ki so živeli na severnem delu otoka, da bi omilili nizke temperature na tem območju. Prvotno imenovana Dežela dima je bila kasneje spremenjena v bolj razburljivo Dežela ognja.
Britanski kapitan Robert Fitzroy je na svojem potovanju z HMS ''Beagle'' leta 1830 zajel štiri avtohtone prebivalce, potem ko so ukradli čoln z njegove ladje. Moški vključno Orundellico, kasneje poimenovan Jemmy Button s svojo posadko. Fitzroy jih je učil angleško in jih vzel s seboj ob vrnitvi v Anglijo, kjer jih je peljal na dvor, da so se v Londonu srečali s kraljem in kraljico. Postali so slavne osebe. Preživeli trije so se vrnili na Tierra del Fuego na drugem potovanju z ladjo Beagle, ki je vozila naravoslovca Charlesa Darwina, ki je zapisal obsežne pripombe o svojem obisku na otokih.
Leta 1881 je bil otok razdeljen med Argentino in Čile, od katerih je vsaka prej terjala celoto.
Potres 17. decembra 1949, ob 06:53:30 je zabeležil magnitudo 7,8 po  Richterjevi potresni lestvici. Njegov epicenter je bil na vzhodu čilske province Tierra del Fuego, blizu argentinske meje, na globini 30 km. To je bil najmočnejši potres, kdaj koli zabeležen na jugu Argentine. Vplival je na naselja kot so Punta Arenas in Río Gallegos in nekatere druge. Zaradi majhne gostote prebivalstva je bila škoda omejena.

## Geografija
Otok Tierra del Fuego je na vzhodu omejen z južnim Atlantikom, na severu z Magellanovim prelivom ter na jugu in zahodu z vrsto fjordov in kanalov, povezanih s  Tihim oceanom. Eden od redkih vidnih značilnosti severovzhodne obale je zaliv San Sebastián. Na jugu je otok omejen s kanalom Beagle in nizom otokov na čilskem ozemlju. Na zahodu ima otok dva glavna zaliva, zaliv Inútil in fjord Almirantazgo. Slednji leži vzdolž preloma Magallanes-Fagnano in je nadaljevanje depresije jezera Cami v južnem delu Tierra del Fuego.
Jugozahodni del otoka, med fjordom Almirantazgo in kanalom Beagle se razteza proti zahodu do polotoka Brecknock v Tihem oceanu, je gorat, z močno razčlenjeno obalo, v kateri prevladuje Kordiljera Darwin. Večina tega dela otoka je vključena v Narodni park Alberto de Agostini v Čilu.

### Podnebje
V regiji je subpolarna oceanska klima (Köppnova podnebna klasifikacija Cfc) s kratkimi, hladnimi poletji in dolgimi, mokrimi, zmernimi zimami. Na severovzhodu so značilni močni vetrovi in malo padavin, na jugu in zahodu pa je zelo vetrovno, megleno in mokro večino leta, padavin pa povprečno 3000 milimetrov letno. Stalna linija snega se začne pri 700 metrih nmv.

## Rastlinstvo
Le 30 % otoka ima gozdove, ki so razvrščeni kot magellanski subpolarni gozd, medtem ko severovzhod pokrivajo stepe in hladne polpuščave.
Na Ognjeni zemlji raste šest vrst dreves: zimzelen kanelo ali zimsko lubje (Drimys winteri), Maytenus magellanica, cipresovec Pilgerodendron uviferum najjužnejši iglavci na svetu in tri vrste južne bukve: listopadni Nothofagus antarctica in Nothofagus pumilio ter zimzelena Nothofagus betuloides. Užitno sadje raste v teh gozdovih na odprtih legah, kot so čilska jagoda Fragaria chiloensis var. Chiloensis in češmin Berberis buxifolia, ki so jih nabirali tudi Indijanci in domačini. Ti gozdovi so edinstveni na svetu, ker so se razvili v podnebju s takšnimi hladnimi poletji. Drevesni pokrov se razprostira zelo blizu najjužnejše konice Južne Amerike. Vetrovi so tako močni, da drevesa rastejo v smeri vetrov in jih ljudje zaradi oblike imenujejo »zastave«. Drevesa se razteza tako daleč na jug kot so Isla de los Estados, otok Navarino in severno od otoka Hoste. Na višjih nadmorskih višinah najdemo pritlikave skupnosti nothofagus. Bolj proti jugu, na Wollastonovem otoku in južno od otoka Hoste je subantarktična tundra.
Gozdovi Ognjene zemlje so bili vir sadik, ki so bile zasajene v tujini na mestih s podobnim podnebjem, vendar brez dreves, kot so Ferski otoki in bližnji arhipelagi. Večina sadik je bila izbrana iz najhladnejših krajev v Tierra del Fuego, ki mejijo na tundro. To je povzročilo pozitivne spremembe, saj močni vetrovi in hladna poletja na Ferskih otokih doslej niso dovoljevali rasti dreves iz drugih regij na svetu. Na Ferskih otokih se uvožena drevesa uporabljajo za okras, kot protivetrne pregrade in za zaščito proti eroziji, ki jo povzročijo nevihte in pašniki.

## Gospodarstvo
Glavne industrijske panoge so nafta, zemeljski plin, ovčarstvo in ekoturizem. Na argentinski strani je bilo ustanovljenih več elektronskih podjetij. Ushuaia je sedež pivovarne Cervecería Fueguina, ki proizvaja tri piva pod blagovno znamko Beagle.